# Orissaare (plaats)
Orissaare (Duits: Orrisaar) is een plaats in de Estlandse gemeente Saaremaa, provincie Saaremaa. De plaats heeft de status van vlek (Estisch: alevik).
Tot in oktober 2017 was Orissaare de hoofdplaats van de gemeente Orissaare. In die maand werd de gemeente bij de fusiegemeente Saaremaa gevoegd.

## Bevolking
De plaats had 841 inwoners op 31 december 2011 en 784 inwoners op 31 december 2021.

## Ligging
Orissaare ligt aan Väike väin, de zeestraat tussen de eilanden Muhu en Saaremaa.
Een van de bezienswaardigheden van de plaats is een voetbalveld met een eik in het midden. De eik is gekozen tot Europese boom van het jaar 2015.

## Geschiedenis
Orissaare werd voor het eerst genoemd in 1453 als boerderij onder de naam Andres van Orgenzar. In 1530 was voor het eerst sprake van een landgoed Orissaare. Nadat in 1897 de dam tussen Muhu en Saaremaa gereed was gekomen, ontstond een kleine nederzetting op de plaats waar nu Orissaare ligt. In de jaren vijftig van de 20e eeuw begon Orissaare te groeien.

## Foto's

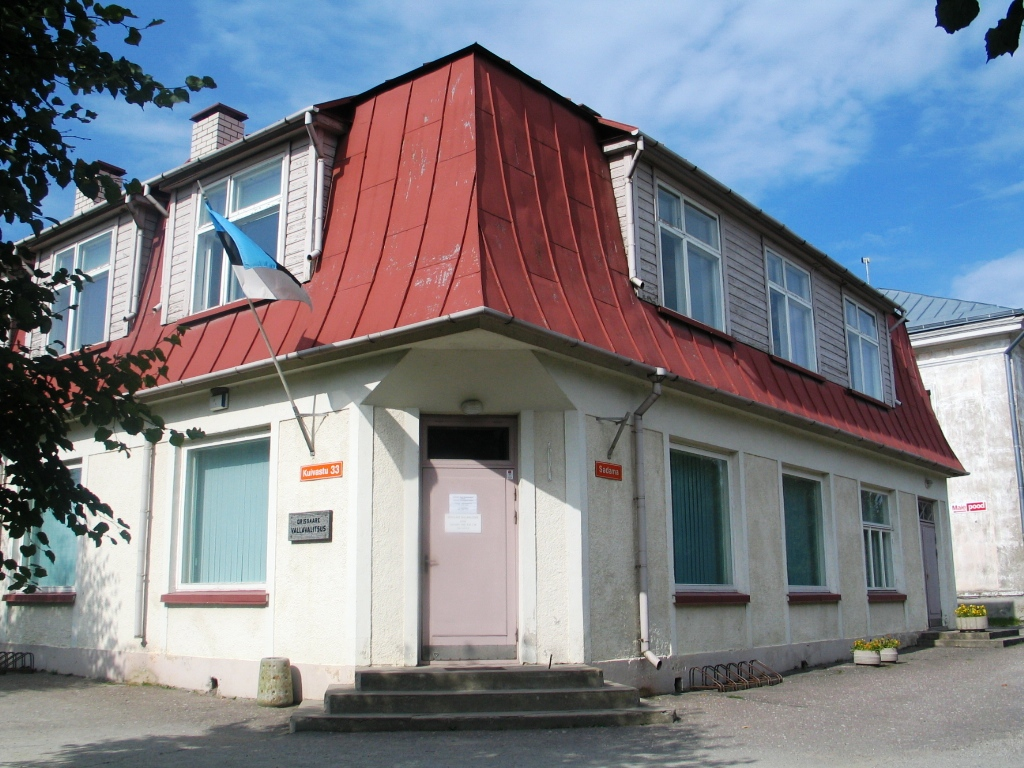
Het vroegere gemeentehuis
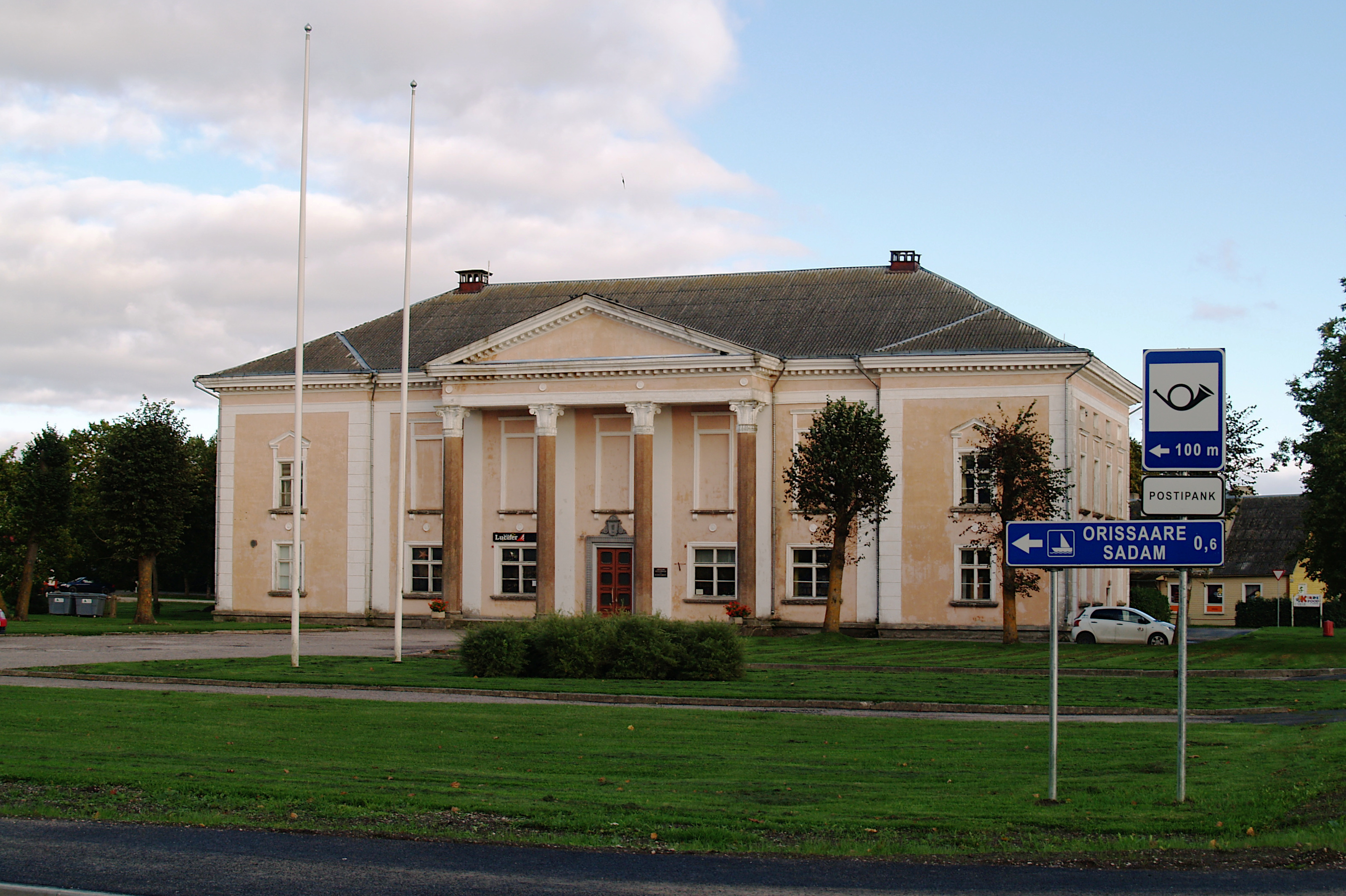
Cultuurcentrum met bibliotheek
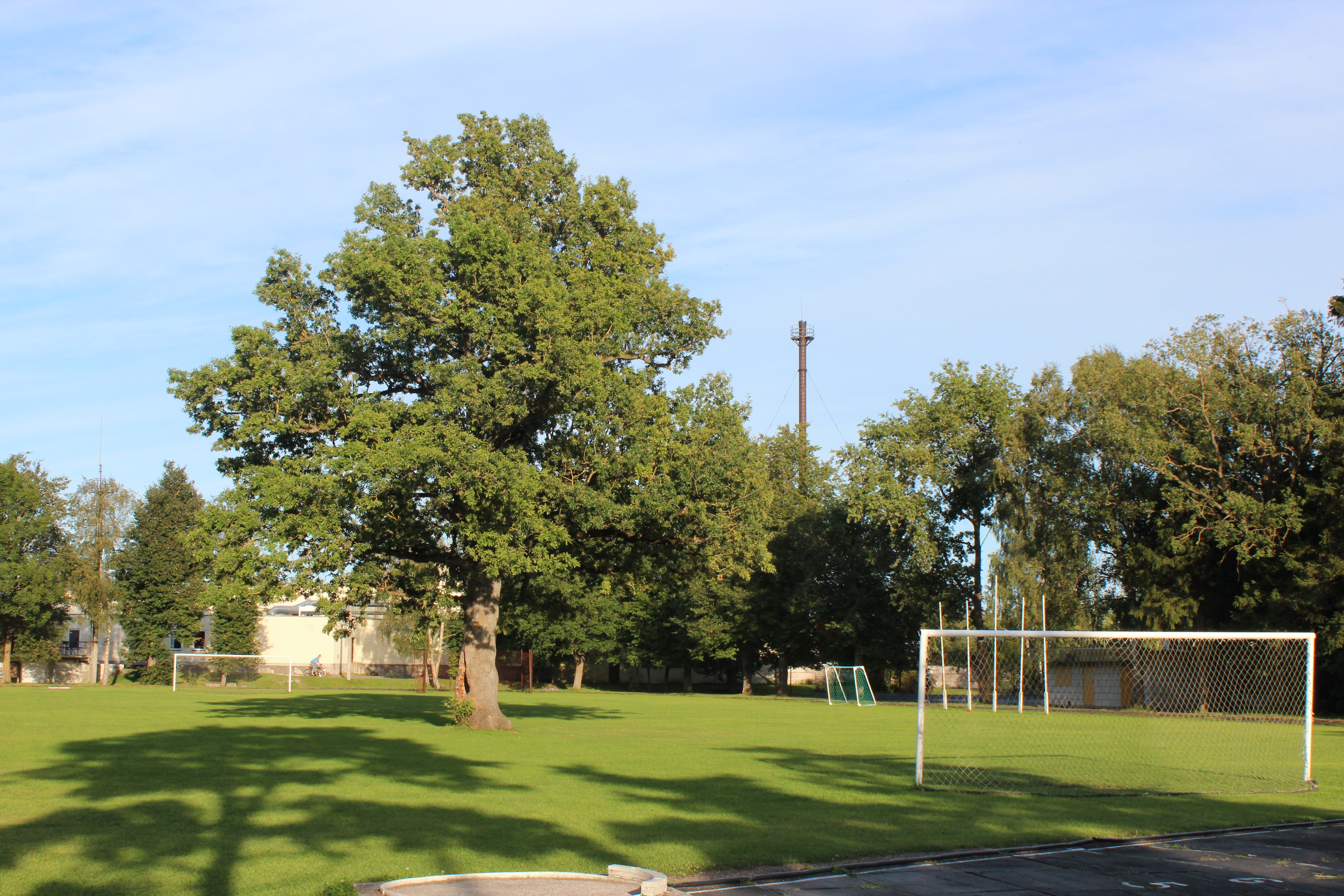
Voetbalveld met eik
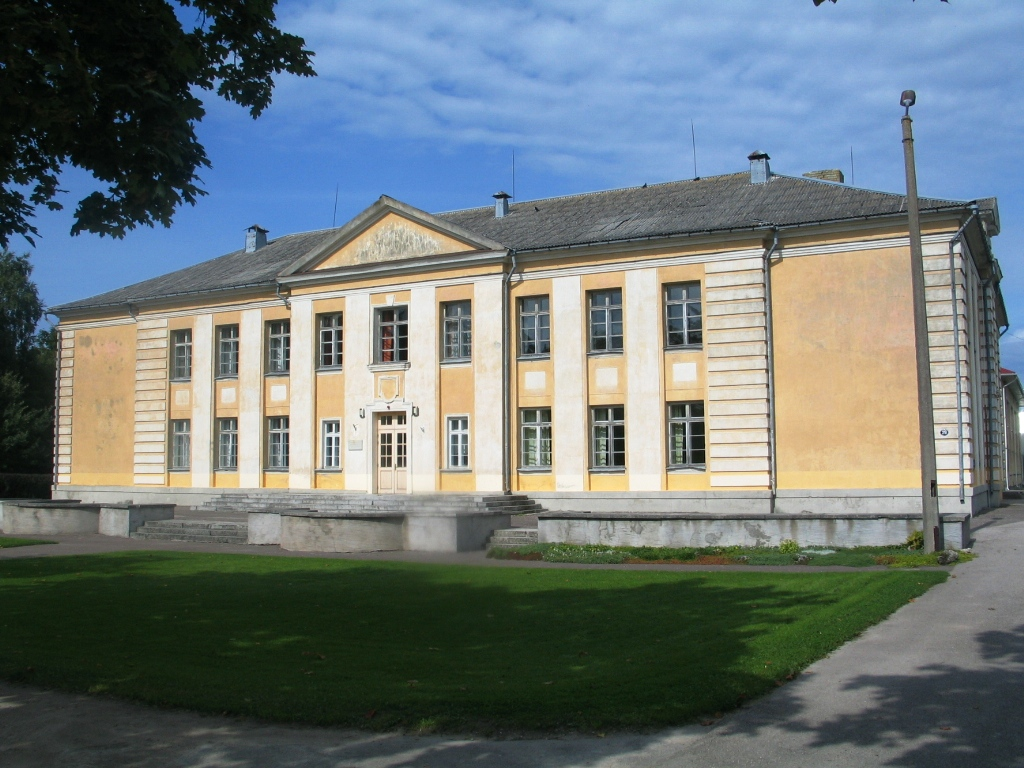
Het Orissaare Gümnaasium, een middelbare school
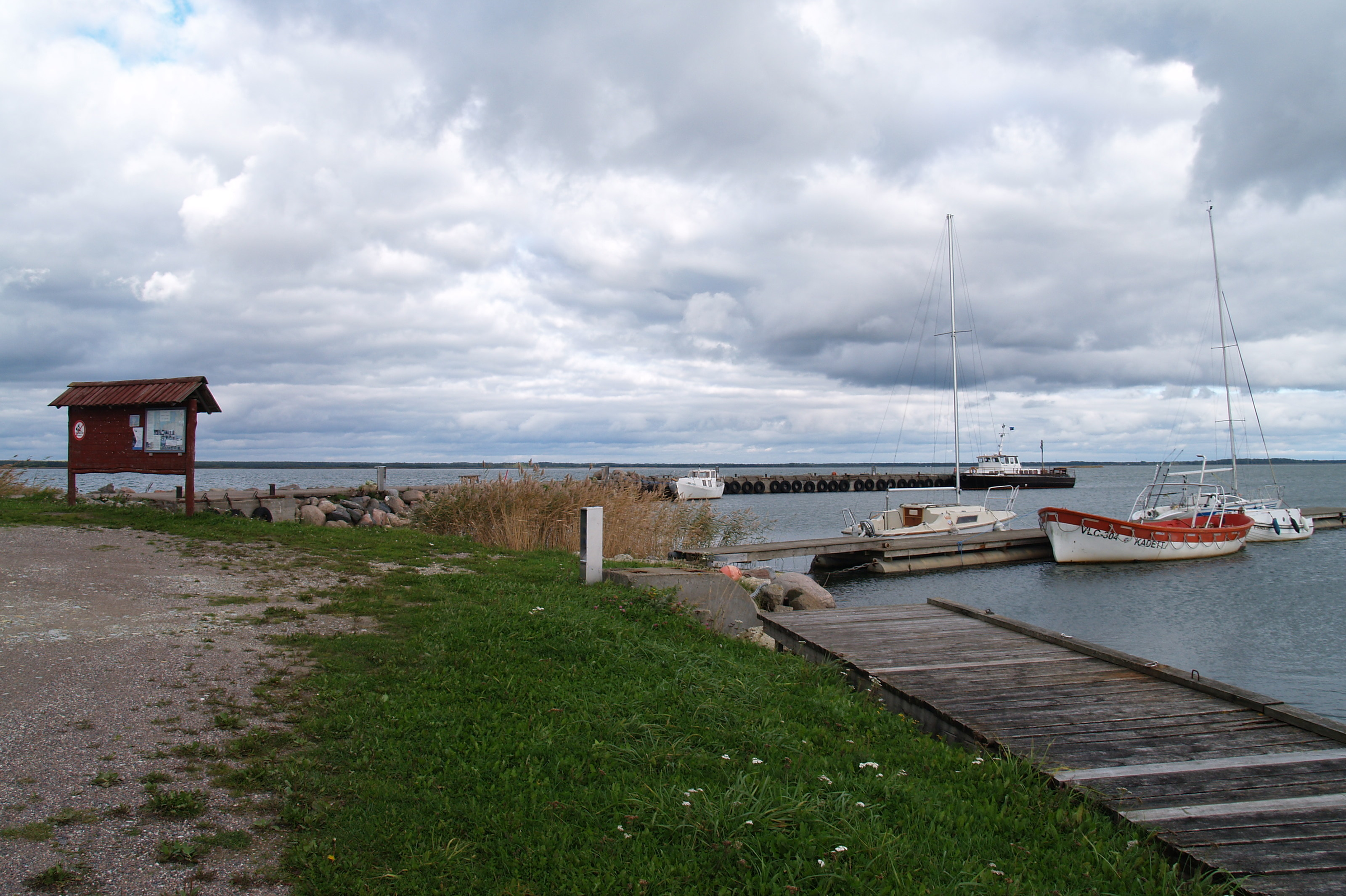
De haven
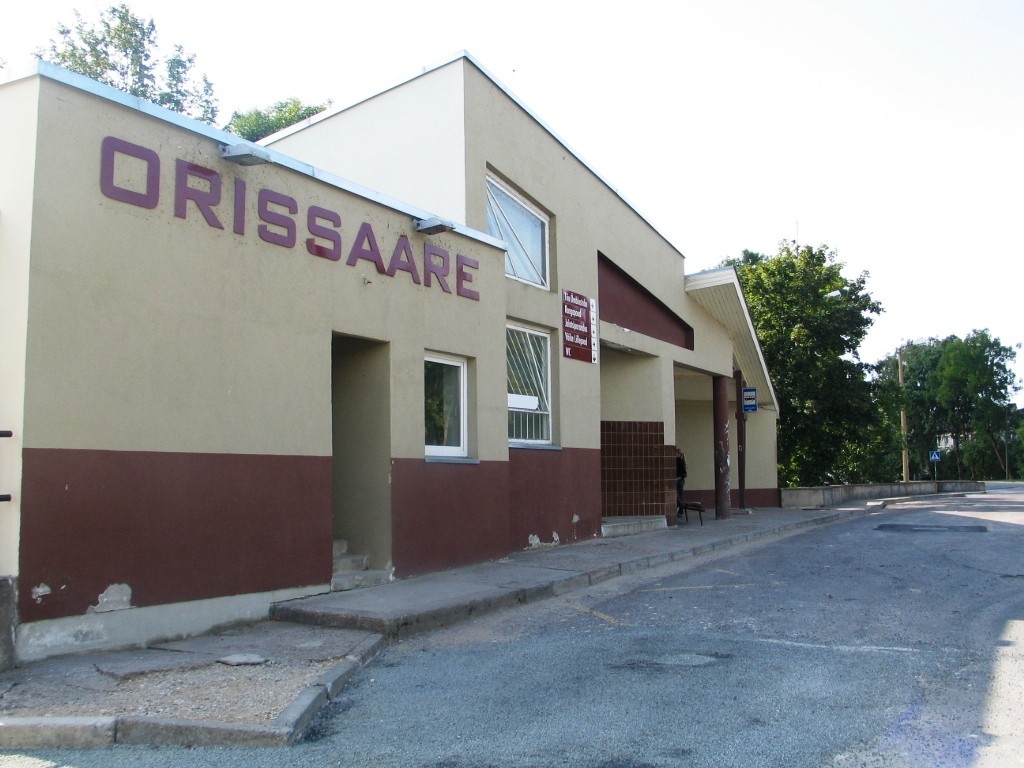
Busstation
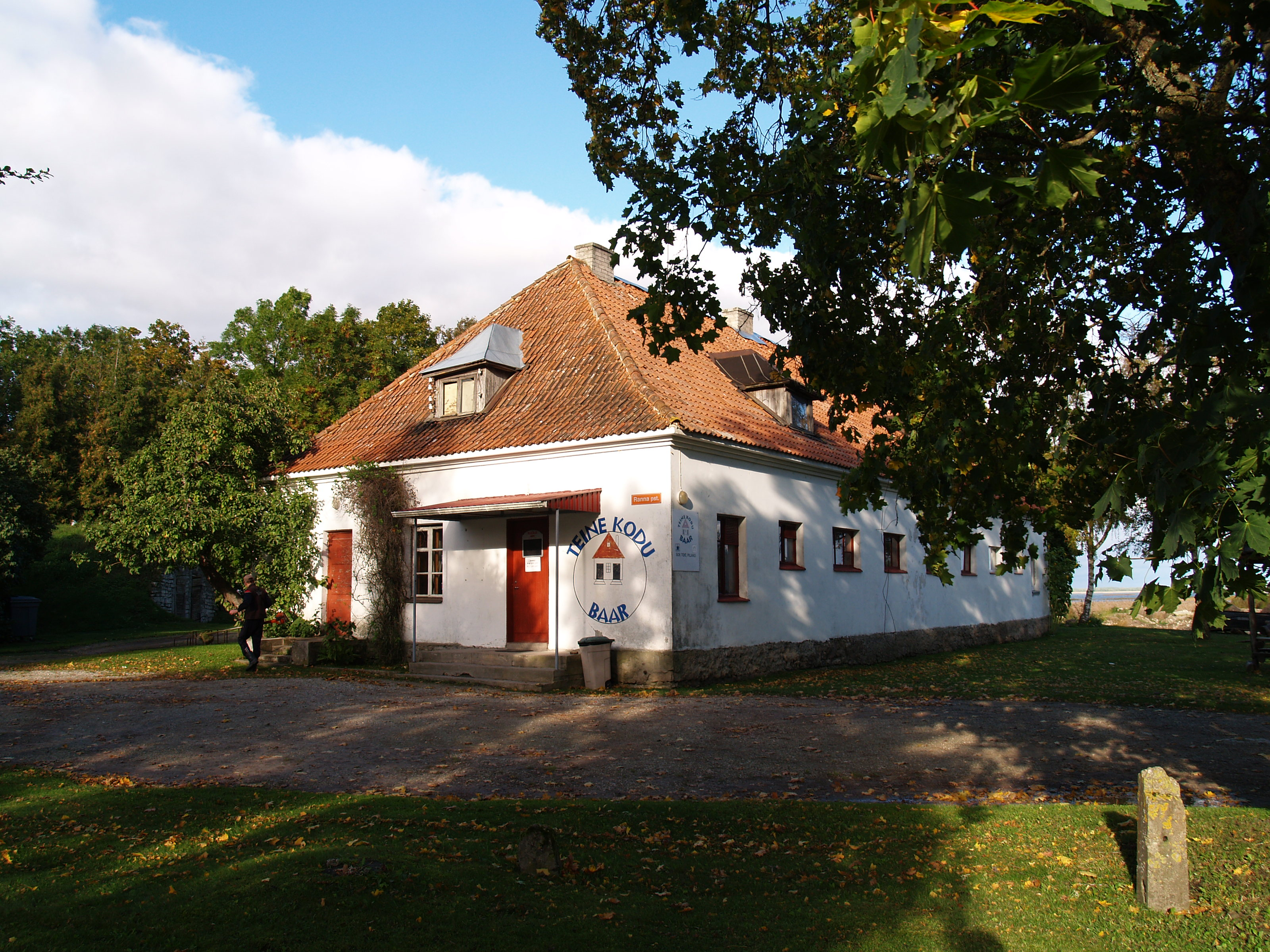
Bar in Orissaare
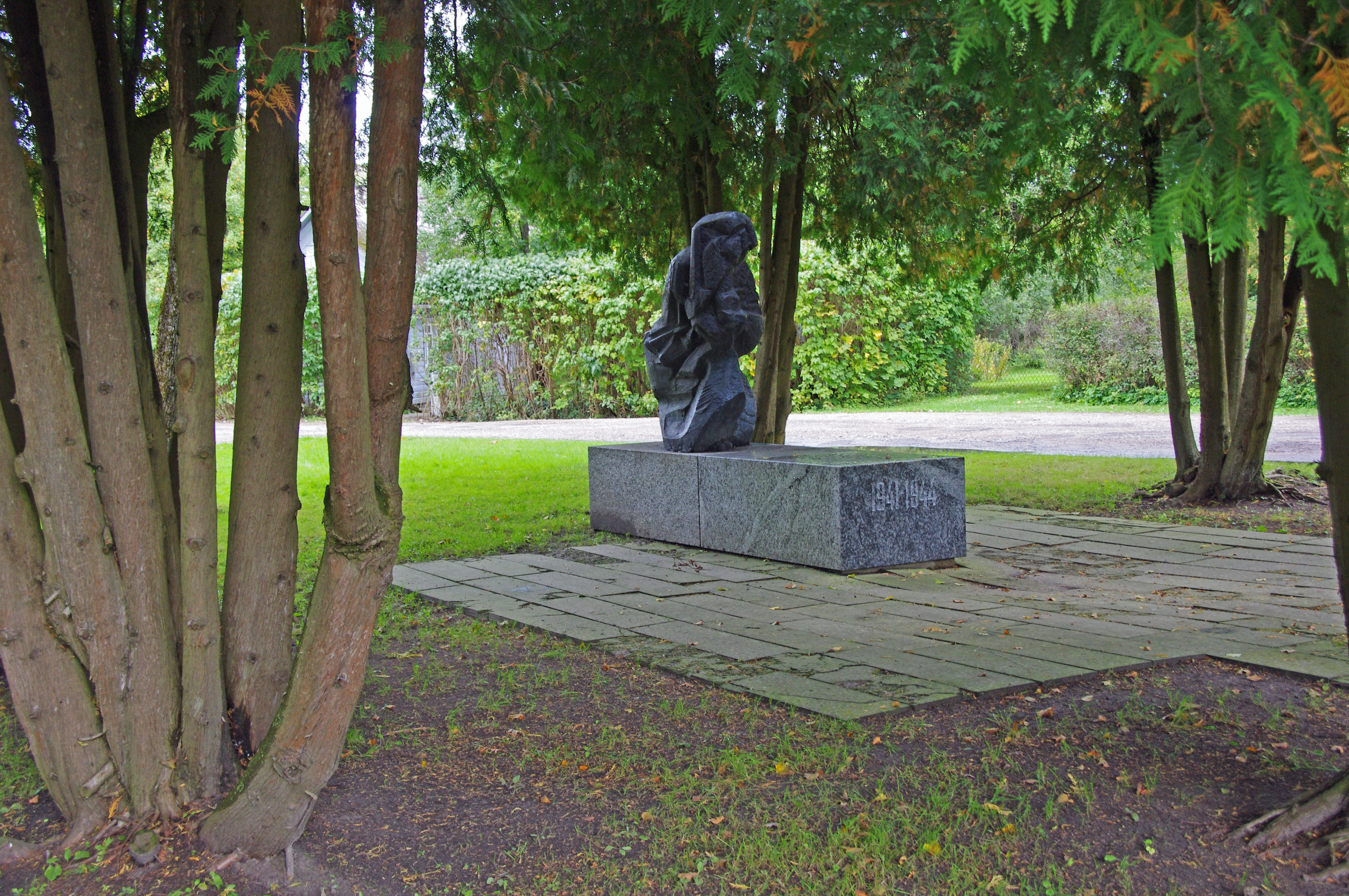
Monument voor de slachtoffers van de Tweede Wereldoorlog